# Johann Christoph Kunze

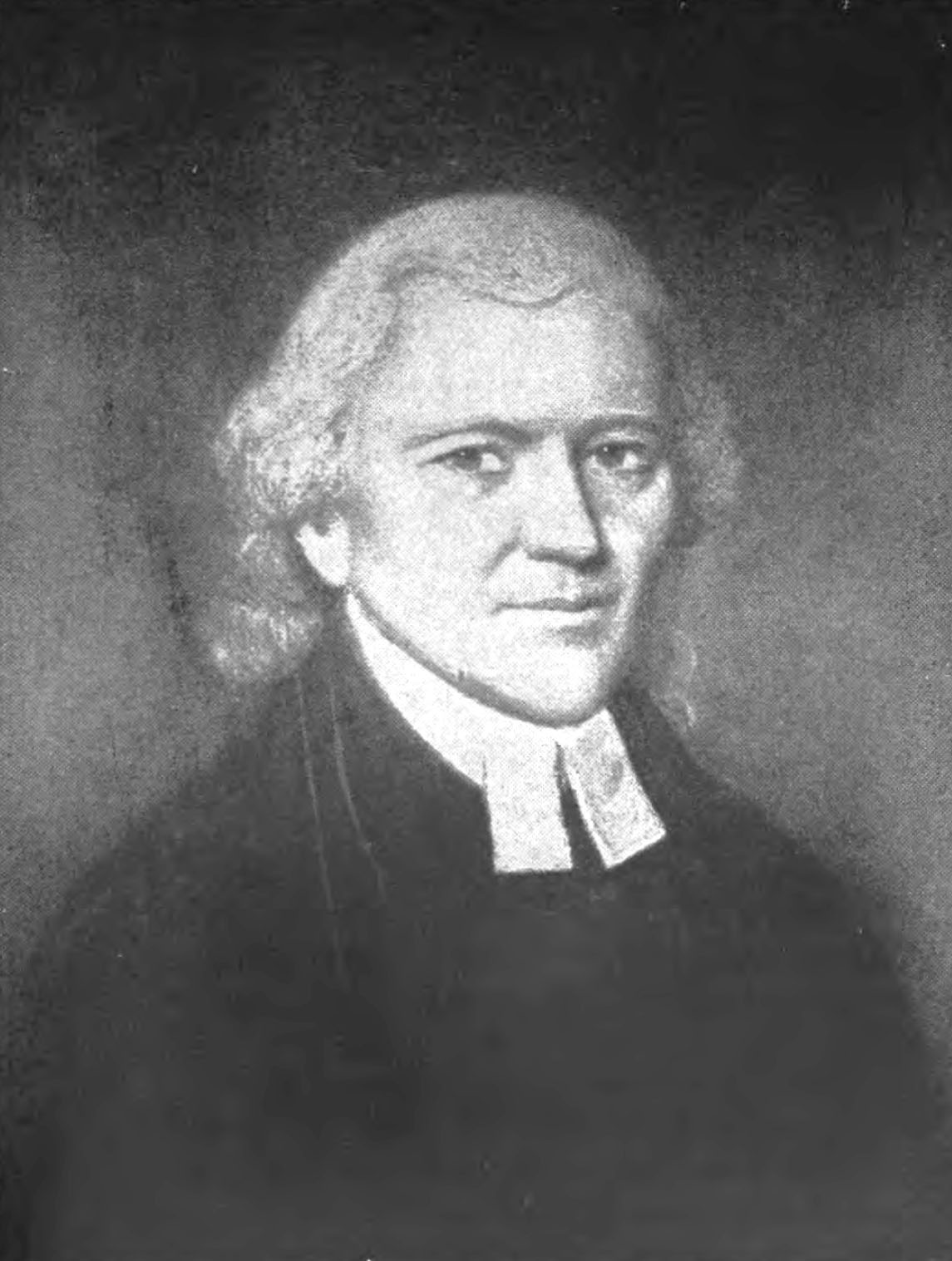
Johann Christoph Kunze

Johann Christoph Kunze (* 6. Mai 1744 in Artern; † 24. Juli 1807 in New York City; auch Kuntze, englisch John Christopher Kunze) war ein deutscher Pietist und evangelischer Missionar.

## Leben
Kunze wurde am 5. August 1744 als Sohn eines Gastwirts in Artern geboren und zog später nach Roßleben, wo er ersten Unterricht erhielt. Nach dem Schulbesuch in Halle, Roßleben und Merseburg studierte er drei Jahre lang Theologie in Leipzig und wurde für weitere drei Jahre an die Klosterschule des Klosters Berge berufen. Im Anschluss war er als Waisenhausinspektor in Greiz tätig.
Am 6. Mai 1770 wurde Kunze in der Hofkapelle von Schloss Wernigerode zum Missionar ordiniert und nach Pennsylvania entsandt, wohin er am 29. Juli desselben Jahres mit den Brüdern Heinrich Ernst und Frederick Muhlenberg aufbrach. Sie erreichten New York City am 23. September 1770 und reisten nach Philadelphia weiter, wo Kunze nach eigenen Angaben vom Vater der beiden Mühlenbergs wie ein leiblicher Sohn empfangen wurde. Am 8. Oktober begann er seine Tätigkeit als Pastor, bevor er im Sommer darauf die 19-jährige Tochter Mühlenbergs, Margaretta Henrietta, heiratete, aus dem Mühlenbergschen Haus auszog und einen eigenen Haushalt gründete. Sein 1773 etabliertes „Seminarium“ musste er im Zuge der britischen Belagerung Philadelphias 1777 aufgeben, worauf eine Zeit der Unsicherheit und des Chaos folgte. Nachdem sich die Situation Kunzes stabilisiert hatte, wurde er 1780 zum Professor der Philologie an die University of Pennsylvania berufen, wo er ehrenhalber im selben Jahr den akademischen Grad Magister Artium erhielt und 1783 zum Divinitatis Doctor promoviert wurde. 1784 erhielt er einen Ruf nach New York, wo er für die Vereinigten Christ- und Trinity-Kirchen arbeitete. Im Jahr darauf wurde Kunze zum Professor der Orientalischen Sprachen und Literatur am Columbia College ernannt. Er behielt die Stelle bis auf den Zeitraum von 1787–1792 bis 1799. Gemeinsam mit Friedrich Wilhelm von Steuben und anderen einflussreichen deutschstämmigen Bürgern gründete er 1784 die Deutsche Gesellschaft der Stadt New York. 1785 arbeitete er als offizieller Übersetzer im Kongress. Kunze starb am 24. Juli 1807 im Alter von 63 Jahren und hinterließ seine Frau Margaretta Henrietta (1751–1831) und vier Töchter.

## Familie
Johann Christoph Kunze heiratete am 23. Juli 1771 Margaretta Henrietta, die am 17. September 1751 geborene Tochter von Henry Melchior Muhlenberg und dessen Frau Anna Maria, geb. Weiser. Das Paar hatte neun Kinder.
- Maria, * 17.  August 1773
- Marie Catherine, * 22. Oktober 1774
- Catherine Eliza, * 4. Oktober 1776, † 29. Januar 1863 ⚭ 21. Mai 1801 Casper Meier
- Anna Maria, * 20. August 1778
- Hannah Christina, * 20. August 1779
- Charles Henry, * 24. Juni 1781, † 1808
- Maria Magdalena, * 8. Oktober 1785, † 11. Juli 1838
- Catherina Frederica, * 26. März 1789, † 22. März 1809, ⚭ Daniel Oakley
- Anna Margaretta, * 14. August 1791, † 21. September 1836, ⚭ Jacob Lorillard, Sohn des Gründers der heutigen Lorillard Tobacco Company

Nach ihrem Tod am 23. Oktober 1831 wurde Margaretta Henrietta im Grab ihres Mannes beigesetzt.

## Werke
- Einige Gedichte und Lieder, Philadelphia, 1778.
- A Hymn and Prayer Book: For the use of such Lutheran churches as use the English language, New York, 1795.
- A Table of a new construction for calculating the great eclipse, expected to happen on the 16th of June, 1806, New York, 1806.